# Fighting Network RINGS
Pour les articles homonymes, voir Rings.
Fighting Network Rings, plus connu sous le nom de RINGS, était une organisation de lutte professionnelle japonaise, puis une organisation d'arts martiaux mixtes entre 1991 et 2002. Elle fut créée par Akira Maeda le 11 mai 1991, après la dissolution de l'Universal Wrestling Federation (Newborn UWF).
Maeda se retira de l'organisation en juillet 1998, laissant la place de combattant vedette à Kiyoshi Tamura, mais la disparition de l'UWF International et le succès grandissant du Pride Fighting Championships forcèrent la promotion à abandonner les combats arrangés, et à devenir une organisation de combat libre, notamment avec ses tournois King of Kings qui furent le point de départ de la carrière de grands noms du MMA tels que Fedor Emelianenko, Antonio Rodrigo Nogueira, Dan Henderson, Ricardo Arona ou Renato Sobral. Cependant, le 15 février 2002, la RINGS cessa définitivement son activité.

## Liste des combattants japonais
- Akira Maeda
- Mitsuya Nagai
- Yoshihisa Yamamoto
- Masayuki Naruse
- Tsuyoshi Kosaka
- Wataru Sakata
- Kiyoshi Tamura
- Kenichi Yamamoto
- Hiromitsu Kanehara
- Ryuki Ueyama
- Hiroyuki Ito

## Combattants non japonais
Le système de la RINGS mettait régulièrement en opposition des combattants étrangers contre des combattants japonais. La plupart des grandes nations dans le domaine des sports de combat ont pris part à des combats de la RINGS :
- Pays-Bas :Dirk Vrij, Hanse Nyman, Gilbert Yvel, Joop Kasteel, Valentijn Overeem, Alistair Overeem, Chris Dolman.
- Australie : Chris Haseman, Elvis Sinosic.
- Bulgarie : Todor Todorov, Dimitar Petkov.
- Georgie : Zaza Grom, Tariel Bitsadze, Amiran Bitsadze Levon Lagvilava.
- Russie : Volk Han, Fedor Emelianenko, Andrei Kopilov, Nikolai Zuyev, Mikhail Ilyukhin.
- Brésil : Antonio Rodrigo Nogueira, Ricardo Arona, Renato Sobral, Renzo Gracie.

Plus tard, des combattants américains et du Royaume-Uni firent également des apparitions.